# Lucia Tomasini Bassols
Carmen Lucía Tomasini Bassols es profesora-investigadora de Francés en la Universidad Autónoma Metropolitana-Unidad Azcapotzalco, además de traductora y especialista en la Enseñanza de Lenguas Extranjeras. 
Actualmente dirige una investigación en el área de las nuevas tecnologías aplicadas a la enseñanza del francés a distancia, como parte de un proyecto de colaboración científica entre Francia y México.

## Biografía
Lucía Tomasini Bassols nació en la Ciudad de México; sus padres son Aurelia Bassols Batalla -hija de Narciso Bassols, pensador mexicano, uno de los llamados Siete Sabios (hombre que fuera calificado por el Times como "el opositor político a los norteamericanos de más calibre en América Latina") y Juan Tomasini Velázquez -hijo de inmigrante corso llegado a México durante el porfiriato. Lucía cursó la mayor parte de su escolaridad en el Liceo Franco Mexicano, excepto por la educación primaria que realizó en Francia en la región de Auvergne. 
Siendo aún estudiante preparatoriana del Liceo Franco Mexicano, tuvo a su primera hija. Se casó por segunda vez en el año de 1980 y 13 años después tuvo a su hijo Eric, en 1993. Actualmente reside en el Distrito Federal.

## Estudios e Historial Académico
Lucía Tomasini se formó como prefesora de Francés en los cursos de Metodología de la Enseñanza Funcional del Francés Lengua Extranjera del IFAL. Obtuvo también el Diploma de Formación de Profesores de Lenguas Extranjeras (Francés) en la UNAM (1979-1981) como miembro de la primera generación de profesores de lenguas formados en el CELE de la UNAM. Como investigadora del CEMPAE-SEP, participó en la elaboración de los libros de texto de la Materia de Francés de la Preparatoria Abierta para Adultos de enero de 1981 a julio de 1982, antes de cursar la Licenciatura en Periodismo en la Universidad Estatal Lomonosov de Moscú, URSS (1983-1987). Paralelamente siguió un curso de traducción español-ruso en la Facultad de Filología de 1987 a 1988, año durante el cual obtuvo además una Maestría en Periodismo. Según sus propias palabras fue "su pasión por la literatura rusa y soviética, combinada con su gran interés por las culturas, las lenguas y las letras" lo que la llevó a vivir seis años en la Unión Soviética y a viajar por Europa del Este. 
Durante la década de los 90, Lucía se desempeñó como Traductora oficial de la Cancillería y del Área de Prensa de la Embajada de Francia en México (de mayo de 1990 a septiembre de 1993). Entre 1999 y 2001 trabajó activamente en el subtitulaje de películas y documentales, combinando francés-español-francés, ruso-francés y ruso-español. Sus trabajos de traducción incluyeron películas como Crónica de un desayuno, Le roi danse, Astérix y Obélix: Misión Cleopatra, Las biografías del poder de Enrique Krauze, Cantinflas, Los tres García...
Ha consolidado su cultura en la Universidad de Montreal, Quebec, Canadá con cursos de Cultura Quebequense Contemporánea (1998) y Francés-Lengua de los Negocios (1999). Fue Miembro del Comité Editorial de la revista de AMIFRAM (Asociación de Profesores e Investigadores de Francés de México)"Chemins Actuels", entre 1999 y 2003. Publicó en el año 2000 un cuento corto,El paraíso, en la revista De Polanco para Polanco. 
A partir del año 2000 ha trabajado en diversas instituciones de nivel Superior como profesora de Francés y actualmente es profesora-investigadora en la UAM Azcapotzalco. En 2006 obtuvo un Master 2 en Didáctica, Lingüística Aplicada e Informática en la Universidad Blaise Pascal-Clermont II (Francia). Ha participado, en el seno de la UAM-A, en numerosos cursos especializados en la educación no presencial (La plataforma Moodle como medio para la educación no presencial,(2008) Recrear un Centro de Autoacceso (2007), este último como miembro del Grupo de Investigación en Lingüística Aplicada (GILA) del Departamento de Humanidades.

## Obras y traducciones
Diseño y programación del sitio web  de la Coordinación de Lenguas Extranjeras de la UAM-Azcapotzalco. 
- Publicación del artículo "Cultures et technologies" en Revista Electrónica ReLingüística Aplicada n°6, Grupo de Investigación de Lingüística Aplicada (GILA), Depto. de Humanidades, UAM-Azcapotzalco. Diciembre de 2009.
- Publicación de artículo: « Les environnements d’apprentissage multimédia en didactique de fle : 4 pôles d’action », en Revista Electrónica ReLingüística Aplicada n.º 4, Grupo de Investigación de Lingüística Aplicada (GILA),   Depto. de Humanidades, UAM-Azcapotzalco. Diciembre de 2006
- Publicación literaria: cuento “El Paraíso”. revista De Polanco Para Polanco, Año II no. 1-2000
- Publicación de artículo: Histoire de la littérature en Suisse Romande. Revista Chemins Actuels no. 59. Febrero de 2000
- Publicación de artículo: Félix Leclerc.Un chanteur pédagogique. Revista Chemins Actuels no. 55. Noviembre de 1998

- Traducción literaria. Libro de cuento: Amadou le camaléon /Un camaleón llamado Amadú. Collection Jeunesse, Editions pour tous, Québec, Canadá, 2008
- Traducción del francés al español de la revista no. 15. Julio-agosto de 1992 “Noticias de Francia”. Edición de la Embajada de Francia en México
- Traducción del francés al español de la revista no.16. Septiembre de 1992 “Noticias de Francia” .Edición de la Embajada de Francia en México
- Traducción del francés al español de la revista no.17. Octubre de 1992 “Noticias de Francia” .Edición de la Embajada de Francia en México
- Traducción del francés al español de la revista no.18. Noviembre de 1992 “Noticias de Francia” .Edición de la Embajada de Francia en México
- Traducción del francés al español de la revista no.19. Diciembre de 1992 “Noticias de Francia” .Edición de la Embajada de Francia en México
- Traducción del francés al español de la revista no.20. Enero de 1993 “Noticias de Francia” .Edición de la Embajada de Francia en México
- Traducción del francés al español de la revista no.21. Febrero de 1993 “Noticias de Francia” .Edición de la Embajada de Francia en México
- Traducción del francés al español de la revista no.22. Marzo de 1993 “Noticias de Francia” .Edición de la Embajada de Francia en México
- Traducción del francés al español de la revista nº 23, abril de 1993 “Noticias de Francia”. Edición de la Embajada de Francia en México
- Traducción del francés al español de la revista nº 24, mayo-julio de 1993 “Noticias de Francia”. Edición de la Embajada de Francia en México
- Traducción de 2 artículos: “Historia de una historia:el nacimiento de los Annales” y “Recuerdos de una gran historia. Marc Bloch y Estrasburgo”. Abril de 1991. Libro editado por el Instituto de Investigaciones Sociales UNAM

Miembro del Comité Editorial de la Revista Chemins Actuels no.56 febrero de 1999
Miembro del Comité Editorial de la Revista Chemins Actuels no.57 junio de 1999
Miembro del Comité Editorial de la Revista Chemins Actuels no.60 junio de 2000
Miembro del Comité Editorial de la Revista Chemins Actuels no.64 junio de 2003 
Miembro del Comité Editorial de la Revista Chemins Actuels no.68 julio de 2005